# Johan Peter Westring
Johan Peter Westring, född 24 november 1753 i Linköping, död 1 oktober 1833 i Norrköping, var en svensk läkare och naturforskare. 

## Biografi
Fadern var skomakare. Westring kunde till följd av ett mindre stipendium bli student vid Uppsala universitet 1772. Där försvarade han även en avhandling under Carl von Linné den 25 oktober 1775 och promoverades till medicine doktor 1780. Därefter flyttade han sig i Norrköping och bodde kvar där resten av sitt liv. 
År 1781 tog Westring nya vattenprover i Himmelstalunds hälsobrunn och blev brunnens intendent. År 1794 fick han namn, heder och värdighet av kunglig livläkare ("livmedikus") och 1809 av förste kunglig livläkare. Han blev ledamot av Kungliga Vetenskapsakademien 1822 och adlades samma år med nummer 2291. Adelsätten dog ut med sonen Pehr Christopher Westring 1844.
Han utgav bland annat skriften Svenska lafvarnas färghistoria, eller Sättet att använda dem till färgning och annan hushållsnytta.
Westring var från 1815 till 1821 ordförande i Norrköpings stads gille, Östergötlands läns hushållningssällskap och ersatte Carl Gustaf Reuterskiöld.